# Perjeszittyó
A perjeszittyó (Luzula) a perjevirágúak (Poales) rendjébe tartozó szittyófélék (Juncaceae) családjának egyik nemzetsége több mint 40 fajjal.

## Származása, elterjedése
Alapvetően az északi féltekén, a mérsékelt égövben terjedt el; a trópusokon csak a hegyvidékeken nő. Magyarországon mintegy tucatnyi faja honos, közülük a sarki perjeszittyó védett.

## Leírása
Levele lapos, hosszú, pillás élű, fehéren szőrös.
Virágai egyszerű vagy összetett ecsetvirágzattá egyesülnek; leple hatlevelű. Termése egy rekeszű, kétmagvú tok.

## Életmódja
Többnyári, évelő növény.

## Felhasználása
A mezei perjeszittyót a juhok szívesen legelik. Édeskés ízű virágfejét és magvát régebben „nyúlkenyér” néven a gyermekeknek adták.